# Bechir Hassani
Bechir Hassani (født 22. september 1969, arabisk: بشير حسانى) er en tunesisk fodbolddommer, som dømmer i den tunesiske liga. Han blev aktiv FIFA-dommer i 2003, og dømmer som linjedommer. Han har dømt et VM i fodbold i, 2010 hvor han var linjedommer for Eddy Maillet fra Seychellerne. Han har også dømt i Confederations Cup 2009, Sommer-OL 2008 og Africa Cup of Nations 2010 og 2008.
| Biografi | Spire Denne biografi om en fodbolddommer er en spire som bør udbygges. Du er velkommen til at hjælpe Wikipedia ved at udvide den. |